# Rock
Rock, skraćeno od rock and roll (često zapisano kao rock n' roll ili r'n'r),  vrsta je popularne glazbe, najčešće s vokalima, električnim i bas-gitarama, te naglašenim, jakim ritmom; u nekim podžanrovima rocka pojavljuju se i drugi instrumenti, primjerice saksofon.
Kao kulturni fenomen, rock-glazba je na svijet utjecala kao nijedna druga – smatra se zaslužnom za okončavanje ratova i širenje mira i tolerancije, kao i kvarenje nevinih i širenje moralne truleži. Popularna je širom svijeta i razvila se u veliko množinu vrlo različitih stilova.
Žanr rock-glazbe je širok i nije strogo definiran - naziv rock često se koristi kao skupni naziv za veći broj različitih podžanrova od metala do soula. Izraz rock'n'roll se češće koristi za specifičnu vrstu rocka iz 1950-ih i '60-ih, a kraći rock za krovnu kategoriju.
Rock ima svoje korijene u ritmovima bluesa, country glazbe iz 1940.-ih i 1950.-ih. Postoji i utjecaj etno glazbe i jazza. Zvuk rocka potječe od električne gitare, bubnjeva i klavijatura. U kasnim 1960.-im i ranim 1970.-im, rock glazba razvila se u različitim podžanrovima. U kombinaciji s narodnom glazbom nastao je folk rock, u dodiru s bluesom nastao je blues rock, a spojem s jazzom nastao je jazz rock. U 1970.-im, rock dobiva utjecaje iz soula, funka i latino ritmova. Također u 1970.-im, rock razvija niz podžanrova, kao što su: glam rock, hard rock, progresivni rock, i punk rock. Rock podžanrovi koji su se razvili 1980.-ih su: novi val i hardcore punk. U 1990.-im, novi podžanrovi su: grunge, britpop, indie rock i nu metal.

## Karakteristike
Zvuk rocka tradicionalno se proizvodi na električnoj gitari, koja se pojavila u svom modernom obliku 1950-ih uz popularizaciju rock and rolla. Zvuk električne gitare u rock glazbi obično podržava električna bas-gitara, koja je bila pionir u jazz glazbi istoga doba, i udaraljke u kojima prevladavaju bubnjevi, uz koje se ponekad pojavljuju i činele. Ovaj trio instrumenata često se nadopunjava uključivanjem klavira, Hammonda i sintisajzera. Skupina glazbenika koja interpretira rock glazbu naziva se rock sastav i sastoji se najčešće od dva do pet članova.  Klasično, rock sastav poprima oblik kvarteta čiji su članovi pokrivaju jednu ili više uloga, uključujući i pjevača, gitarista, ritam gitarista, bas-gitarista, bubnjara i često klavijaturista ili drugog instrumentalista. Rock glazba tradicionalno je izgrađena na temeljima jednostavnih četverodobnih ritmova s udarcem bubnja na drugoj i četvrtoj dobi - Backbeat. Melodije su često izvedene iz starijih glazbenih načina kao Dorian mode ili Mixolydian, uglavnom tonalitetima violinskog ključa. Instrumenti sviraju višeglasno, a harmonije su popunjene kvartama, kvintama i disonantnim harmonijskim progresijama. Rock pjesame iz sredine 1960-ih su često korištene u Verse-chorus strukturi, koja potječe iz blues i folk glazbe, ali došlo je do značajne razlike od ovog modela. Kritičari su naglasili eklekticizam i stilsku raznovrsnost rock glazbe. Zbog svoje složene povijesti i sklonosti posuđivanja glazbenih elemenata iz drugih glazbenih i kulturnih oblika kritičari su tvrdili da je "nemoguće vezati rock glazbu na kruto naznačenu glazbenu definiciju".
Za razliku od mnogih ranijih stilova popularne glazbe, teme rock pjesama su vrlo širokoga spektra. Tako se u tekstovima rock pjesama nalaze društvo, neuzvraćena ljubav, seks, pobune protiv vlasti, sport, piće, droga, novac, društvena pitanja i sl. Neke od ovih tema rokeri su naslijedili iz straijeg popa, jazza i bluesa, a neke teme se prvi put pojavljuju u tekstovima pjesama. Robert Christgau je rock glazbu nazvao "hladni medij" s jednostavnom dikcijom i ponavljanjem refrena, a tvrdi da se primarna "funkcija" rocka odnosi se na glazbu, ili, općenitije šum. Prevlast bijelih muškaraca i često srednje klase glazbenika u rock glazbi se često navodi i uvijek je "vruće pitanje" u medijima. Ipak, i u rocku su se kasnije probili i crni glazbenici, osvajajući najčešće mladu bjelačku pubilku. Najčešće pjevaju o mafiji, problemima siromaštva i neravnopravnosti. Budući da se pojam stijena (eng. Rock) počeo koristiti u želji da se rock and roll s kraja 1960-ih, što je u suprotnosti s pop glazbom, s kojoj rock dijeli mnoge karakteristike, ali od koje je često udaljen od naglaskom na muziciranje, live nastup i usredotočenost na ozbiljne i progresivne teme kao dio ideologije autentičnosti koja se često u kombinaciji sa sviješću o žanra povijesno i razvija, čineći rock autentičnim. Prema Simonu Frithu "stijena je nešto više od popa, nešto više od rock and rolla, ali je uz pomoć rock glazbenika u kombinaciji s naglaskom na vještinu i tehniku na romantičnom pojmu umjetnosti kao umjetničkog izražavanja, izvornu i iskrenu". U novom tisućljeću pojam  rock  je ponekad koristi kao pojam koji pokriva i neke elemente zabavne glazbe, reggae, soula, pa čak i hip-hopa, s kojim je pod utjecajem, ali je često u suprotnosti kroz veći dio svoje povijesti.

## Podrijetlo

### Rock and roll
Temelj rock and rolla je nastao u Sjedinjenim Američkim Državama tijekom kasnih 40-ih i ranih 50-ih godina 20. stoljeća, a brzo se proširio svijetom. Njegovi neposredni korijeni leže u miješanju različite afroameričke glazbe sa žanrovima iz tog vremena (blues, gospel, country), koji su bili rašireni po Europi i SAD-u. 1951. godine u Clevelandu disk džokej Alan Freed počeo je svirati RnB glazbu multi-rasnoj publici, te je upravo on zaslužan za često korišten izraz "rock and roll" kako bi opisao novopridošlu popularnu glazbu koju je počeo svirati.

## Rock 'n' Roll kuća slavnih
Osnovana je 1986. godine i nalazi se u Clevelandu u SAD-u. Posvećena je uspomeni na najpoznatije i najutjecajnije rock glazbenike, sastave, producente i dr., koji su utjecali na razvoj rock glazbe, a time i glazbene industrije. Među laureatima kuće slavnih nalaze se: Chuck Berry, Ray Charles, Fats Domino, The Beatles, Buddy Holly, Elvis Presley, Little Richard, Aretha Franklin, B.B. King, Roy Orbison, Bob Dylan, The Beach Boys, The Supremes, The Rolling Stones, The Doors, Tina Turner, Johnny Cash, Bob Marley, Led Zeppelin, Janis Joplin, David Bowie, Pink Floyd, Queen, Ramones, Bruce Springsteen, U2, AC/DC, Metallica, Red Hot Chili Peppers, Kurt Cobain i dr.